# Eulen (Band)
Eulen ist eine 2009 gegründete Blackgaze- und Post-Metal-Band.

## Geschichte
Eulen wurde von Seth und Fadi „Typhon“ Massamiri in Damaskus als Poltergeist gegründet. Die Gruppe nannte sich alsbald erst in Owl, darauf folgend in Eulen, um. Den Bandnamen wählte die Gruppe als Verweis auf den in Syrien verbreiteten Volksglauben Eulen seien Unglücksboten. Zu der deutschen Schreibweise äußerten sich die Bandmitglieder nicht. Massamiri, der sich in mehreren syrischen Metal-Bands (Viieden, Netherion, Exophoria, Abidetherein) einbringt und Inhaber des für die syrische Metalszene zentralen Musikstudios Old Hearth Studios ist, übernimmt bei Eulen Gesang, Gitarre, Schlagzeug, Keyboard und Programmierung. Seth, ein langjähriger Freund Massamiris, dessen bürgerlicher Name nicht öffentlich bekannt ist, spielt den Bass.
Im März 2011 veröffentlichte Eulen gemeinsam mit der ebenfalls syrischen Band Despair die Split-EP Enlightened. Im Oktober des gleichen Jahres folgte das Debütalbum Mother Tree, welches erst über das spanische Doom-, Black- und Death-Metal-Label Xaphan Records erschien und im darauf folgenden Jahr vom amerikanischen Domestic Genocide Records restauriert und wiederveröffentlicht wurde. Im Februar 2012 erschien, zeitnah zur Wiederveröffentlichung und ebenfalls über Domestic Genocide Records, die EP Diminished Mass Realm. Mit der internationalen Veröffentlichung des Albums Mother Tree und der EP Diminished Mass Realm zählt die Band zu den erfolgreichsten Extreme-Metal-Gruppen Syriens. Das Album wird als erste Veröffentlichung einer gelegentlich New Wave of Syrian Metal genannten neuen Welle syrischer Bands, die zwischen den Jahren 2010 und 2012 erste Alben veröffentlichten, bezeichnet. Mother Tree wird als erstes Metalalbum, das im Nahen Osten Elemente des Post-Metals aufgreift, hervorgehoben. Auch der Dokumentarfilmer Monzer Darwish verweist auf die Gruppe als wichtigen Repräsentant der jüngeren syrischen Metalszene.
Im Dezember 2012 folgte eine Single-Veröffentlichung, die von der Band als Download zur Verfügung gestellt wurde. Eulen begannen kurz nach der Veröffentlichung der Single mit Arbeiten an dem zweiten Studioalbum Name of the Sun. Dazu wurde der in der syrischen Metalszene als Promoter und Journalist aktive Sam Zamrik als zweiter Sänger hinzugezogen. Bereits erfolgte Aufnahmen der Gitarre, des Schlagzeugs und des Keyboards gingen im September 2015 in den Wirren des syrischen Bürgerkriegs verloren. Die Band kündigte in einer Stellungnahme auf Facebook ihren Fortbestand trotz des Krieges und der verlorenen Aufnahmen an. Weitere öffentliche Verlautbarungen blieben seither aus.

## Stil
Eulen spielen eine Mischung aus Blackgaze und Post-Metal. Als wichtigsten Stileinfluss benennt Massamiri Agalloch. In Rezensionen wird ebenfalls auf Agalloch als hörbarer Einfluss verwiesen. Als weitere Interpreten, die Einfluss auf den Klang der Band hatten, nennt Massamiri Interpreten des Post-Rock, des Blackgaze und des Post-Metals, darunter Alcest, Isis, Godspeed You! Black Emperor und God Is an Astronaut.
Das Internetmagazin Metalstorm nennt den Klang der Gruppe „eine Art Black- und Doom-Hybrid, langsam, voll und sehr Melancholisch.“ Die Musik spiele vereinzelt mit musikalischen Elementen des Black Metals, transportiere jedoch vornehmlich furchterregendes Leid und doomige Langsamkeit mit einigen Post-Elementen. Laut Spirit of Metal beinhalte die Musik sowohl ruhige als auch harte Passagen. Während die ruhigen Phasen durch Akustikgitarre und geflüsterten Gesang gestaltet werden, stehen die harten Augenblicke im Kontrast hierzu und greifen auf Growling, Blastbeats und betontes Riffing zwischen Doom- und Black-Metal zurück. Die Internetseite Ultimate Guitar beschreibt das Gitarrenspiel als zum Teil arabisch inspiriert, verneint jedoch die Einordnung der Gruppe als Weltmusik.

## Diskografie
- 2011: Enlightened (Split-EP, Selbstverlag)
- 2011: Mother Tree (Album, Xaphan Records / Domestic Genocide Records)
- 2012: Diminished Mass Realm (EP, Domestic Genocide Records)
- 2012: Morning Blood Requiem (Single, Selbstverlag)
- 2021: Amor Fati (EP, Selbstverlag)